# Lisa Roberts Gillan
Pour les articles homonymes, voir Gillan.
Cet article possède un paronyme, voir Lisa Roberts.
Lisa Roberts Gillan, née le 1er janvier 1965 à Decatur, en Géorgie, aux (États-Unis), est une actrice et productrice américaine.
Elle est la sœur des acteurs Eric Roberts et Julia Roberts, et la tante de l'actrice Emma Roberts.

## Jeunesse
Lisa Roberts est née le 1er janvier 1965 à Decatur en Géorgie. Elle est de descendance anglaise, écossaise, irlandaise, galloise, allemande et suédoise. Ses parents sont Betty Lou Bredemus (af) (1934-2015) et Walter Grady Roberts (1933-1977).

## Carrière
Elle a eu des rôles dans des films tels que Les Complices (1994), Amour et Mensonges (1995), Just Married (ou presque) (1999), Coup de foudre à Manhattan (2002), Le Sourire de Mona Lisa (2003) et Fashion Maman (2004). Elle a produit le film Rien à perdre (1997), dans lequel elle a joué un petit rôle.

## Vie personnelle
Elle est mariée à l'acteur Tony Gillan.

## Filmographie

### Cinéma
- 1994 : Les Complices : Kim Ami
- 1995 : Ten Benny (en) : Linda
- 1995 : Amour et Mensonges : Kitty
- 1995 : The Journey of August King (en) : Meg
- 1998 : The Call Back : Judy
- 1999 : Just Married (ou presque) : Elaine
- 2002 : Grand Champion (en) : Miss Robison
- 2002 : Coup de foudre à Manhattan : Cora
- 2003 : Le Sourire de Mona Lisa : Miss Albini
- 2004 : Fashion Maman : Journaliste au zoo
- 2009 : Duplicity : Tully Adjoint
- 2010 : Valentine's Day : Jeune Infirmière
- 2010 : Mange, prie, aime : Femme dans le Jeu
- 2012 : Blanche-Neige : Miroir de la Reine (Double)
- 2015 : No Letting Go : Le Dr Maynard
- 2016 : Joyeuse fête des mères : Assistant Betty

### Télévision
- 1988 : To Heal a Nation : Interlocuteur
- 1996 : Friends : Cathy
- 1999 : New York, police judiciaire : Madelyn Bishop (saison 9, épisode 19)
- 2001 : New York, unité spéciale : Mme Simmons (saison 2, épisode 15 Compte à rebours)
- 2001 : Tribunal central : Mme Gayley
- 2002 : Sex and the City : Invitée
- 2007 :Queens Supreme (en) : Alona